# Вільне (Сарненський район)
Ві́льне (до 1940-х років — Яцулі, Яцулів) — село в Україні, у Дубровицькій міській громаді Сарненського району Рівненської області. Населення становить 50 осіб (2011).

## Назва
До 1940-х років називалося Яцулів, Яцулі. Польською мовою згадується як Jacule, російською — як Яцули.

## Географія
Площа села — 0,22 км².

### Клімат
Клімат у селі вологий континентальний («Dfb» за класифікацією кліматів Кеппена). Опадів 606 мм на рік. Найменша кількість опадів спостерігається в березні й сягає у середньому 28 мм. Найбільша кількість опадів випадає в червні — близько 87 мм. Різниця в опадах між сухими та вологими місяцями становить 59 мм. Пересічна температура січня — -5,5 °C, липня — 18,5 °C. Річна амплітуда температур становить 24,0 °C.
| Клімат Вільного                   | Клімат Вільного | Клімат Вільного | Клімат Вільного | Клімат Вільного | Клімат Вільного | Клімат Вільного | Клімат Вільного | Клімат Вільного | Клімат Вільного | Клімат Вільного | Клімат Вільного | Клімат Вільного | Клімат Вільного |
| Показник                          | Січ.            | Лют.            | Бер.            | Квіт.           | Трав.           | Черв.           | Лип.            | Серп.           | Вер.            | Жовт.           | Лист.           | Груд.           | Рік             |
| Середній максимум, °C             | −2,5            | −1,3            | 3,4             | 12,3            | 19,1            | 22,8            | 23,8            | 23,0            | 18,1            | 11,8            | 4,8             | −0,1            | 11,3            |
| Середня температура, °C           | −5,5            | −4,5            | −0,3            | 7,4             | 13,5            | 17,4            | 18,5            | 17,6            | 13,1            | 7,8             | 2,3             | −2,6            | 7,1             |
| Середній мінімум, °C              | −8,5            | −7,7            | −3,9            | 2,6             | 8,0             | 12,0            | 13,2            | 12,2            | 8,2             | 3,8             | −0,2            | −5,1            | 2,9             |
| Норма опадів, мм                  | 36              | 30              | 28              | 41              | 57              | 87              | 80              | 64              | 57              | 44              | 41              | 41              | 606             |
| --------------------------------- | --------------- | --------------- | --------------- | --------------- | --------------- | --------------- | --------------- | --------------- | --------------- | --------------- | --------------- | --------------- | --------------- |
| Джерело: Climate-Data.org (англ.) |                 |                 |                 |                 |                 |                 |                 |                 |                 |                 |                 |                 |                 |

## Історія
До 1917 року село входило до складу Російської імперії. У 1906 році село входило до складу Домбровицької волості Рівненського повіту Волинської губернії Російської імперії. У 1918—1920 роки нетривалий час перебувало в складі Української Народної Республіки.
У 1921—1939 роки входило до складу Польщі. У 1921 році село входило до складу гміни Домбровиця Сарненського повіту Поліського воєводства Польської Республіки. 1930 року Сарненський повіт приєднаний до складу Волинського воєводства. У 1936 році належало до громади Літвиця гміни Домбровиця Волинського воєводства.
З 1939 року — у складі Дубровицького району Рівненської області УРСР. У роки Другої світової війни деякі мешканці села долучилися до національно-визвольної боротьби в лавах УПА та ОУН. 10 квітня 1943 року поляки напали на село і закатували 6 осіб. Загалом встановлено 21 жителів села, які брали участь у визвольних змаганнях, з них 10 загинуло, 8 було репресовано.
Відповідно до прийнятої в грудні 1989 року постанови Ради Міністрів УРСР село занесене до переліку населених пунктів, які зазнали радіоактивного забруднення внаслідок аварії на Чорнобильській АЕС, жителям виплачувалася грошова допомога. Згідно з постановою Кабінету Міністрів Української РСР, ухваленою в липні 1991 року, село належало до зони гарантованого добровільного відселення. На кінець 1993 року забруднення ґрунтів становило 1,48 Кі/км² (137Cs + 134Cs), молока — 9,13 мКі/л (137Cs + 134Cs), картоплі — 0,7 мКі/кг (137Cs + 134Cs), сумарна доза опромінення — 233 мбер, з якої: зовнішнього — 19 мбер, загальна від радіонуклідів — 214 мбер (з них Cs — 203 мбер).
Відповідно до Розпорядження Кабінету Міністрів України від 12 червня 2020 року № 722-р «Про визначення адміністративних центрів та затвердження територій територіальних громад Рівненської області» увійшло до складу Дубровицької міської громади.

## Населення
Станом на 1859 рік, у власницькому селі Яцулі налічувалося 3 дворів та 27 жителів (12 чоловіків і 15 жінок), усі православні. Станом на 1906 рік у селі було 15 дворів та мешкало 105 осіб.
За переписом населення Польщі 10 вересня 1921 року в селі налічувалося 18 будинків та 100 мешканців, з них: 52 чоловіки та 48 жінок; усі 100 жителів були православними та українцями. Згідно з переписом УРСР 1989 року чисельність наявного населення села становила 89 осіб, з яких 36 чоловіків та 53 жінки. На кінець 1993 року в селі мешкало 80 жителів, з них 8 — дітей.
За переписом населення України 2001 року в селі мешкало 67 осіб. Станом на 1 січня 2011 року населення села становить 50 осіб. Густота населення — 304,55 особи/км².

### Мова
Розподіл населення за рідною мовою за даними перепису 2001 року:
| Мова       | Відсоток |
| ---------- | -------- |
| українська | 98,51 %  |
| білоруська | 1,49 %   |

### Вікова і статева структура
Структура жителів села за віком і статтю (станом на 2011 рік):
| Вік   | Чоловіків | Жінок | Разом |
| ----- | --------- | ----- | ----- |
| 0-17  | 1         | 5     | 6     |
| 18-39 | 6         | 4     | 10    |
| 40-59 | 4         | 3     | 7     |
| 60+   | 10        | 17    | 27    |
| Разом | 21        | 29    | 50    |

### Соціально-економічні показники
| Працездатне населення | Працездатне населення | Працездатне населення | Працездатне населення | Працездатне населення | Працездатне населення | Непрацездатне населення | Непрацездатне населення | Непрацездатне населення | Непрацездатне населення | Непрацездатне населення | Непрацездатне населення | Все населення |
| Чоловіки              | Чоловіки              | Жінки                 | Жінки                 | Разом                 | Разом                 | Чоловіки                | Чоловіки                | Жінки                   | Жінки                   | Разом                   | Разом                   | 50            |
| ос.                   | %                     | ос.                   | %                     | ос.                   | %                     | ос.                     | %                       | ос.                     | %                       | ос.                     | %                       | 50            |
| --------------------- | --------------------- | --------------------- | --------------------- | --------------------- | --------------------- | ----------------------- | ----------------------- | ----------------------- | ----------------------- | ----------------------- | ----------------------- | ------------- |
| 7                     | 14                    | 11                    | 22                    | 18                    | 36                    | 15                      | 29                      | 18                      | 35                      | 33                      | 64                      | 50            |

| Зайняті  | Зайняті  | Зайняті | Зайняті | Зайняті | Зайняті | Безробітні | Безробітні | Безробітні | Безробітні | Безробітні | Безробітні | Все населення |
| Чоловіки | Чоловіки | Жінки   | Жінки   | Разом   | Разом   | Чоловіки   | Чоловіки   | Жінки      | Жінки      | Разом      | Разом      | 50            |
| ос.      | %        | ос.     | %       | ос.     | %       | ос.        | %          | ос.        | %          | ос.        | %          | 50            |
| -------- | -------- | ------- | ------- | ------- | ------- | ---------- | ---------- | ---------- | ---------- | ---------- | ---------- | ------------- |
| 128      | 9        | 103     | 7       | 231     | 16      | 224        | 16         | 239        | 17         | 463        | 33         | 50            |

## Політика

### Органи влади
До 2020 року місцеві органи влади були представлені Трипутнянською сільською радою.

### Вибори
Село входить до виборчого округу № 155. Станом на 2011 рік кількість виборців становила 44 особи.

## Релігія
У першій половині XIX століття село належало до греко-католицької парафії церкви Успіння Богородиці села Залішани Ровенського повіту, яка з 1840-х років діяла як православна.

## Особистості

### Народились
- Воробей Петро Петрович (нар. 1962) — український журналіст, письменник. Лауреат премії імені Якова Гальчевського.

#### Книги
- Олександр Денищук. Злочини польських шовіністів на Волині. Книга перша. Рівненська область. — Рівне : ППДМ, 2003. — 352 с. — ISBN 966-96174-4-8.

#### Офіційні дані та нормативно-правові акти
- Паспорт Дубровицького району (станом на 1 січня 2011 року) (doc). Дубровицька районна рада. Архів оригіналу за 10 лютий 2015. Процитовано 16 жовтня 2019.

#### Мапи
- Історичний Атлас України / Гол. ред. Л. Винар; Упорядн.: І. Тесля, Е. Тютько. Українське історичне товариство. — Монреаль; Нью-Йорк; Мюнхен, 1980. — 182 с.